# Josef Straßberger (Gewichtheber)
Josef Straßberger (* 20. August 1894 in Kolbermoor; † 10. Oktober 1950 ebenda) war ein deutscher Gewichtheber und Olympiasieger 1928 im Schwergewicht.

## Werdegang
Josef Straßberger wuchs in Kolbermoor auf. Er kam aber schon in jungen Jahren nach München. Mit 20 Jahren wurde er zum Militärdienst eingezogen und kam dort erstmals mit „Leibesübungen“ in Berührung. Deshalb versuchte er sich nach der Entlassung aus dem Kriegsdienst beim TSV 1860 München im Gewichtheben. Dort stellten sich rasch die ersten Erfolge ein.
Die Stärke von Josef Straßberger war das beidarmige Drücken. Bei dieser Übung muss das frei umgesetzte Gewicht von der Brust aus, ohne Schwung zu holen oder sich in das Kreuz zu legen, nach oben gedrückt werden. Josef Straßberger hatte durch einen Unfall vom Zeige- und Mittelfinger der rechten Hand jeweils das vorderste Glied verloren und deshalb bei den hohen Gewichten, die beim beidarmigen Stoßen gehoben werden, Schwierigkeiten, die Hantelstange fest zu umklammern. Aus diesem Grunde waren seine Leistungen im beidarmigen Stoßen immer etwas niedriger als die seiner härtesten Konkurrenten. Durch die für die damalige Zeit phantastischen Leistungen im beidarmigen Drücken konnte Josef Straßberger diesen Nachteil aber meist ausgleichen.
Bereits im Jahre 1919 belegte Josef Straßberger bei der deutschen Meisterschaft im Gewichtheben in München im Schwergewicht im Fünfkampf mit 502,5 kg den 3. Platz. Das war das erste Mal, dass er bei deutschen Meisterschaften in der Siegerliste erschien. Er wog damals etwa 85 kg. Zum ersten Mal wurde er dann 1920 in Stuttgart deutscher Meister im Fünfkampf mit 467,5 kg. Er hatte dazu in das Halbschwergewicht, damals bis 82,5 kg Körpergewicht, abtrainiert. Im gleichen Jahr wurde er auch Weltmeister in Wien im Halbschwergewicht mit 415 kg im Fünfkampf. Von 1921 bis 1933 wurde Josef Straßberger dann noch insgesamt zwölfmal deutscher Meister im Schwergewicht. Er wog dabei aber nie mehr als ca. 100 kg. In dem Zeitraum von 1921 bis 1933 wurde er bei deutschen Meisterschaften nur im Jahre 1926 von Rudolf Schilberg aus Wien geschlagen. Österreichische Sportler waren in den Jahren 1922, 1926, 1930 und 1934 bei den deutschen Meisterschaften, die in diesen Jahren im Rahmen der sogenannten deutschen Kampfspiele stattfanden, startberechtigt.
Mit seinem Verein, dem TSV 1860 München, gewann Josef Straßberger zwischen den Jahren 1922 und 1934 dazu noch zehnmal den deutschen Mannschaftsmeistertitel.
Seinen ersten Erfolg auf der internationalen Heberbühne feierte Josef Straßberger bei den Europameisterschaften 1921 in Offenbach am Main. Er siegte dort im Schwergewicht vor den Deutschen Fritz Wenninger und Adam König. Diese Europameisterschaften, an den nur wenige Nationen teilnahmen, war als Ersatz für die deutschen Gewichtheber gedacht, die an der Teilnahme von den Olympischen Spielen 1920 und 1924 ausgeschlossen waren.
Der nächste Start von Josef Straßberger bei internationalen Meisterschaften fand dann erst bei den Olympischen Spielen 1928 in Amsterdam statt, da zwischen 1924 und 1928 keinerlei internationale Meisterschaften im Gewichtheben durchgeführt wurden. In Amsterdam gewann Josef Straßberger mit 372,5 kg im olympischen Dreikampf (beidarmiges Drücken 122,5 kg, beidarmiges Reißen 107,5 kg und beidarmiges Stoßen 142,5 kg) mit großem Vorsprung vor Arnold Luhaäär aus Estland und Jaroslav Skobla aus der Tschechoslowakei im Schwergewicht die Goldmedaille.
1929 fanden nach vielen Jahren in Wien wieder Europameisterschaften im Gewichtheben statt. Josef Straßberger triumphierte im Schwergewicht auch dort und siegte mit 372,5 kg vor Rudolf Schilberg und Jaroslav Skobla. Bei den Europameisterschaften 1930 in München und 1931 in Luxemburg belegte Josef Straßberger im Schwergewicht jeweils den 3. Platz, wobei er aber beide Male zweitbester Europäer war, weil in diesen Jahren im Schwergewicht jeweils der Ägypter Sayed Nosseir gewann. Die Ägypter durften damals auf Einladung des Europäischen Gewichtheber-Verbandes an diesen Europameisterschaften teilnehmen.
Obwohl schon 38 Jahre alt, brachte sich Josef Straßberger für die Olympischen Spiele 1932 in Los Angeles noch einmal in eine sehr gute Form. Er erzielte dabei im olympischen Dreikampf mit 377,5 kg ein hervorragendes Ergebnis. Diese Leistung reichte aber „nur“ zum 3. Platz hinter den beiden Tschechoslowaken Jaroslav Skobla, der 380 kg erzielte und Václav Pšenička, der wie Straßberger 377,5 kg erzielte, aber leichter war als Straßberger. Nach den beiden ersten Übungen (Drücken und Reißen) war Josef Straßberger noch in Führung gelegen. Er musste sich jedoch im Stoßen wegen seines oben geschilderten Handicaps von Skobla und Psenika ein- bzw. überholen lassen, ohne noch kontern zu können.
1933 fanden die Europameisterschaften in Essen statt. Es war nach langer Zeit wieder ein Fünfkampf ausgeschrieben. Straßberger kam dabei mit 525 kg auf den 3. Platz hinter dem Tschechen Václav Bečvář, der, weil er in den einarmigen Übungen und im beidarmigen Stoßen enorm stark war, mit 552,5 kg vor Arnold Luhaäär, der 537,5 kg hob, siegte.
1934 startete Josef Straßberger als 40-Jähriger letztmals bei internationalen Meisterschaften. Er vertrat dabei mit dem 21-jährigen Josef Manger aus Bamberg die deutschen Farben im Schwergewicht bei den Europameisterschaften in Genua. Josef Straßberger steigerte seine Leistungen noch einmal und wurde mit 382,5 kg im olympischen Dreikampf wieder 3. Sieger. Es gewann Vaclav Psenicka mit 385 kg vor Josef Manger, der mit 382,5 kg die gleiche Leistung wie Straßberger erzielte, aber etwas leichter als dieser war. Dies waren übrigens die letzten Meisterschaften von Manger, bei denen er nicht den 1. Platz belegte. 1935 wurde er Europameister, 1936 Olympiasieger und 1937 und 1938 Weltmeister.
Josef Straßberger trat im Jahre 1935 von der internationalen Heberbühne ab. Dies hinderte ihn aber nicht, in diesem Jahre im beidarmigen Drücken mit 135,5 kg bzw. 136,5 kg noch zwei Weltrekorde aufzustellen. Insgesamt erzielte er in seiner Laufbahn neun Weltrekorde.
Josef Straßberger, beruflich Gastwirt und Hotelier im Münchner Hof in der Dachauer Straße in München, war nach seiner aktiven Zeit ein gern gesehener Gast bei vielen nationalen und internationalen Meisterschaften. Im Olympischen Dorf in München wurde eine Straße nach ihm benannt. In Kolbermoor steht am Sportplatz des örtlichen Vereins ein Gedenkstein für ihn. 2019 veröffentlichte sein Enkel Andreas Lechner den Roman Heimatgold, in dem er dokufiktional das Leben Straßbergers erzählt.

## Internationale Erfolge
| Jahr | Platz  | Wettbewerb                                           | Wettkampfart | Gewichtsklasse | Ergebnis |
| 1920 | 1.     | Städtekampf Wien gegen München                       | DK           | Halbschwer     | mit 313 kg (73-100-140), vor Oswald, 292,5 kg (72,5-90-130) |
| 1920 | 1.     | WM in Wien                                           | VK           | Halbschwer     | mit 415 kg, vor Franz Zuba, 400 kg u. Leopold Hennermüller, 395 kg, bde. Österreich                                                                             |
| 1921 | 1.     | EM in Offenbach am Main                              | VK           | Schwer         | mit 420 kg (65 kg einarm. Reißen, 75 kg einarm. Stoßen, 135 kg beidarm. Drücken u. 145 kg beidarm. Stoßen) vor Fritz Wenninger und Adam König, bde. Deutschland |
| 1922 | 1.     | Deutsche Kampfspiele in Berlin                       | FK           | Schwer         | mit 510 kg, vor Franz Aigner, Österreich, 490 kg und Anton Köhle, Deutschland, 432,5 kg                                                                         |
| 1926 | 1.     | Länderkampf Deutschland gegen Frankreich in Mannheim | VK           | Schwer         | mit 422,5 kg (80-100-107,5-135), vor Dannoux, 385,5 kg (80,5-95-85-125)                                                                                         |
| 1926 | 1.     | Intern. Turnier in Paris                             | OD           | Schwer         | mit 340 kg (105-100-135), vor Dannoux, Frankreich, 307,5 |
| 1926 | 2.     | Deutsche Kampfspiele in Köln                         | FK           | Schwer         | mit 525 kg (75-100-105-110-135), hinter Rudolf Schilberg, Österreich, 535 kg (75-100-105-117,5-137,5), vor Österlin, Deutschland, 490 kg                        |
| 1926 | 2.     | Intern. Turnier in München                           | FK           | Schwer         | mit 520 kg (75-92,5-102,5-110-140), hinter Rudolf Schilberg, 532,5 kg (75-100-102,5-120-135)                                                                    |
| 1928 | Gold   | OS in Amsterdam                                      | OD           | Schwer         | mit 372,5 kg ( 122,5-107,5-142,5 kg) vor Arnold Luhaäär, Estland, 360 kg u. Jaroslav Skobla, Tschechoslowakei, 357,5 kg                                         |
| 1929 | 1.     | EM in Wien                                           | OD           | Schwer         | mit 372,5 kg (125-105-142,5 kg) vor Rudolf Schilberg, Österreich, 360 kg u. Jaroslav Skobla, 350 kg                                                             |
| 1930 | 1.     | Deutsche Kampfspiele in Breslau                      | OD           | Schwer         | mit 370 kg (125-105-140), vor Rudolf Schilberg, 360 kg und Krebs, beide Österreich, 345 kh                                                                      |
| 1930 | 3.     | EM in München                                        | OD           | Schwer         | mit 370 kg (122,5-105-142,5 kg) hinter Sayed Nosseir, Ägypten, 375 kg u. Rudolf Schilberg, 370 kg                                                               |
| 1931 | 3.     | EM in Luxemburg                                      | OD           | Schwer         | mit 365 kg (120-105-140 kg) hinter Sayed Nosseir, 395 kg u. Nikolaus Ries, Deutschland, 367,5 kg                                                                |
| 1932 | Bronze | OS in Los Angeles                                    | OD           | Schwer         | mit 377,5 kg (125-107,5-145 kg) hinter Jaroslav Skobla, 380 kg u. Vaclav Psenicka, Tschechoslowakei, 377,5 kg                                                   |
| 1933 | 3.     | EM in Essen                                          | FK           | Schwer         | mit 525 kg, hinter Vaclav Becvar, Tschechoslowakei, 552,5 kg und Arnold Luhaäär, 537,5 kg                                                                       |
| 1934 | 3.     | EM in Genua                                          | OD           | Schwer         | mit 382,5 kg (130-112,5-140), hinter Vaclav Psenicka, 385 kg (120-120-145) und Josef Manger, Deutschland, 382,5 kg (120-115-147,5)                              |

Erläuterungen
- OS = Olympische Spiele, WM = Weltmeisterschaften, EM = Europameisterschaften
- Halbschwergewicht, damals Gewichtsklasse bis 82,5 kg, Schwergewicht über 82,5 kg Körpergewicht
- DK = Dreikampf, bestehend aus einarmigem Reißen, beidarmigem Drücken und beidarmigem Stooßen
- OD = olympischer Dreikampf, bestehend aus beidarmigem Drücken, Reißen und Stoßen
- VK = Vierkampf, bestehend aus einarmigem Reißen, einarmigem Stoßen, beidarmigem Drücken und beidarmigem Stoßen
- FK = Fünfkampf, bestehend aus einarmigem Reißen, einarmigem Stoßen, beidarmigem Drücken, beidarmigem Reißen und beidarmigem Stoßen, in einer anderen Variante bestehend aus einarmigem Reißen rechts, einarmigem Reißen links, beidarmigem Drücken, beidarmigem Reißen und beidarmigem Stoßen

## Deutsche Meisterschaften
- 1919, 3. Platz, FK, S, mit 502,5 kg, hinter Karl Mörke, Köln, 540 kg und Hermann Görner, Leipzig, 510 kg;
- 1920, 1. Platz, FK, Hs, mit 467,5 kg, vor Ernst Quantelbaum, Witten, 442,5 kg und Peter Weise, Hamborn, 422,5 kg;
- 1921, 1. Platz, FK, S, mit 515 kg, vor Fritz Wenninger, Zuffenhausen, 460 kg und Edmund Nummer, Hamburg, 435 kg;
- 1922, 1. Platz, FK, S, mit 510 kg, vor Franz Aigner, Wien, 490 kg und Alois Köhle, Stuttgart, 432,5 kg;
- 1923, 1. Platz, FK, S, mit 480 kg vor H. Güttke, Beuthen, 462,5 kg und Kurt Kaufmann, Berlin, 432,5 kg;
- 1924, 1. Platz, FK, S, mit 530 kg vor Paul Trappen, Trier, 527,5 kg und Reinhold Hapke, Berlin, 465 kg;
- 1925, 1. Platz, FK, S, mit 505 kg, vor Hermann Volz, Cannstatt und Paul Huber, Stuttgart;
- 1926, 2. Platz, FK, S, mit 525 kg, hinter Rudolf Schilberg, Wien, 530 kg und vor Otto Österlin, Karlsruhe, 490 kg;
- 1927, 1. Platz, OD, S, mit 357,5 kg, vor Richard Putzmann, Berlin, 335 kg und Hermann Volz, 327,5 kg;
- 1928, 1. Platz, OD, S, mit 370 kg, vor Richard Putzmann, 345 kg und Hermann Volz, 345 kg;
- 1929, 1. Platz, FK, S, mit 537,5 kg, vor Hermann Volz, 525 kg und Nikolaus Ries, Bonn, 517,5 kg;
- 1930, 1. Platz, OD, S, mit 370 kg, vor Rudolf Schilberg, 360 kg und Eugen Krebs, Wien, 345 kg;
- 1931, 1. Platz, OD, S, mit 360 kg, vor Neubauer, Würzburg, 342,5 kg und Paul Wahl, Düsseldorf, 330 kg;
- 1932, 1. Platz, OD, S, mit 367,5 kg, vor Paul Wahl, 347,5 kg und Hermann Velten, Hörde, 307,5 kg;
- 1933, 1. Platz, FK, S, mit 530 kg, vor Paul Wahl, 507,5 kg und Karl Meusel, Leipzig, 500 kg;
- 1934, 2. Platz, FK, S, mit 540 kg, hinter Paul Wahl, 545 kg und vor Karl Bierwirth, Essen, 537,5 kg;
- 1935, 2. Platz, OD, S, mit 380 kg, hinter Josef Manger, Freising, 385 kg und vor Paul Wahl, 372,5 kg

## Weltrekorde
- 1919, München, S, beidarmiges Reißen, 105 kg,
- 1919, München, S, beidarmiges Drücken, 110 kg,
- 1919, München, S, olympischer Dreikampf, 340 kg,
- 1920, Stuttgart, Hs, beidarmiges Reißen, 95 kg,
- 1920, Stuttgart, Hs, olympischer Dreikampf, 302,5 kg,
- 1928, Amsterdam, S, beidarmiges Drücken, 122,5 kg,
- 1928, München, S, beidarmiges Drücken, 125 kg,
- 1935, München, S, beidarmiges Drücken 135,5 kg,
- 1935, Nürnberg, S, beidarmiges Drücken, 136,5 kg